# سامالکوت
سامالکوت (به انگلیسی: Samalkota) یک منطقهٔ مسکونی در هند است که در Samalkota mandal واقع شده‌است. سامالکوت ۱۴٫۸۸ کیلومتر مربع مساحت و ۵۶٬۸۶۴ نفر جمعیت دارد و ۹ متر بالاتر از سطح دریا واقع شده‌است.